# Formica montana
Formica montana es una especie de hormiga del género Formica, familia Formicidae. Fue descrita científicamente por Wheeler en 1910.
Se distribuye por Canadá, México y los Estados Unidos. Se ha encontrado a elevaciones de hasta 700 metros. Vive en microhábitats como montículos, también frecuenta praderas pantanosas.